# 1981 год в Канаде
1981 год в истории Канады.

## Персоналии

### Верховная власть
- Глава государства (монарх) — королева Елизавета II (консорт — принц Филипп, герцог Эдинбургский)

### Федеральное правительство
- Генерал-губернатор — Эдвард Шреер

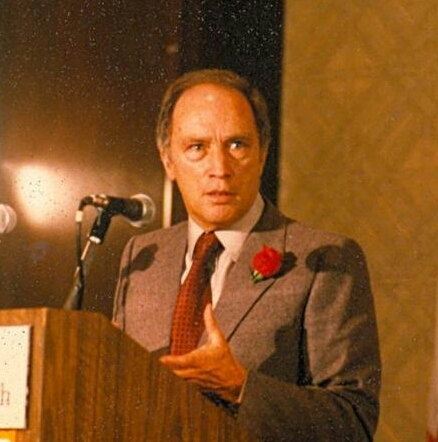
Пьер Эллиот Трюдо

- Премьер-министр — Пьер Эллиот Трюдо

### Премьер-министры
- Премьер-министр Альберты — Питер Локхид
- Премьер-министр Британской Колумбии — Билл Беннетт
- Премьер-министр Манитобы — Ховард Паули
- Премьер-министр Нью-Брансуика — Ричард Хатфилд
- Премьер-министр Ньюфаундленда и Лабрадора — Брайан Пекфорд
- Премьер-министр Новой Шотландии — Джон Бучанан
- Премьер-министр Онтарио — Билл Дэвис
- Премьер-министр Острова Принца Эдварда — Джеймс Ли
- Премьер-министр Квебека — Рене Левек
- Премьер-министр Саскачевана — Аллан Блейкни

### Родились

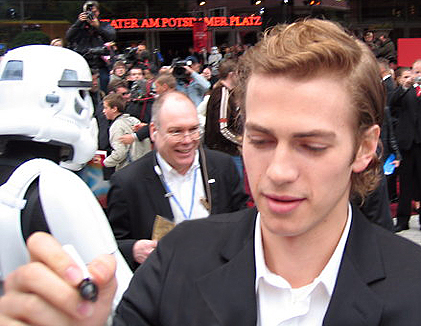
Хейден Кристенсен

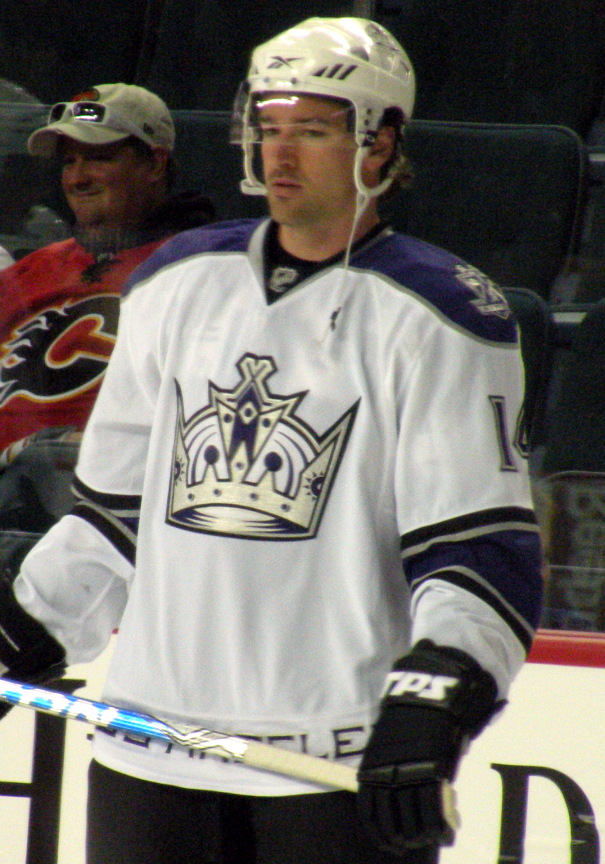
Джастин Уильямс

- 11 января — Джонатан Мандик, гребец
- 15 января — Дилан Армстронг, легкоатлет (толкатель ядра)
- 16 января — Ник Йонгблад, ватерполист
- 17 января — Жульен Кузино, горнолыжник
- 20 января — Оуэн Харгривз, футболист
- 21 января — Дэни Хитли, хоккеист
- 13 февраля — Кристина Кисс, футболистка
- 24 февраля — Адам Кункель, легкоатлет (барьерист)
- 14 марта — Изабель Пирсон, дзюдоистка
- 19 апреля — Хейден Кристенсен, актёр
- 20 мая — Морган Кнейб, пловец
- 21 июня — Кевин Митчелл, ватерполист
- 9 июля — Кимвир Джилл, убийца, открывший огонь по студентам в колледже Доусон (Монреаль)
- 9 августа — Лоурен Бей Регула, софтболистка
- 19 августа — Тейлор Пиатт, хоккеист
- 19 августа — Патрик Джей Адамс, актёр
- 7 сентября — Энни Мартин, волейболистка (пляжный волейбол)
- 26 сентября — Кайла Хольц, софтболистка
- 4 октября — Джастин Уильямс, хоккеист
- 9 октября — Чад Ханкевич, пловец
- 11 ноября — Наталья Глебова, Мисс Вселенная — 2005
- 20 ноября — Кристиан Бернье, волейболист

### Умерли

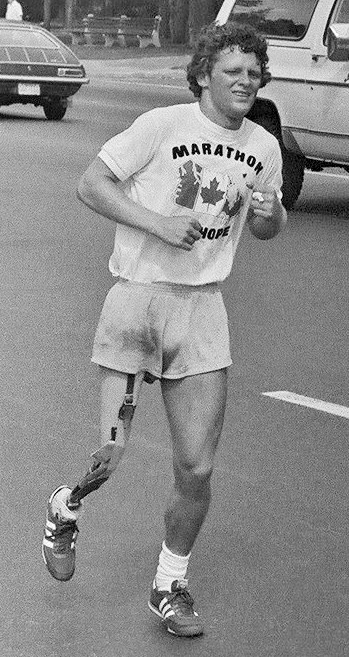
Терри Фокс

- 5 января — Ломер Бриссон, политик и адвокат (р.1916)
- 16 января — Джон Оутс Боуер, политик, бизнесмен и топ-менеджер (р.1901)
- 10 апреля — Джордж Карлил Марлер, политик, нотариус и филателист (р.1901)
- 4 мая — Сэмюэль Росборо Балком, политик (р.1888)
- 23 мая — Давид Льюис, адвокат и политик (р.1909)
- 29 мая — Уолтер Рассел Шоу, политик и премьер-министр провинции Остров Принца Эдуарда (р.1887)
- 28 июня — Терри Фокс, всемирно известный активист по поддержке людей, болеющих раком. (р.1958)
- 23 сентября — Дэн Джордж, вождь народа Цлейл-Вотут, актёр, писатель и активный защитник прав аборигенов Канады (р.1899)
- 3 ноября — Тереза Касграйн, феминистка, реформатор и политик (р.1896)
- 28 декабря — Аллан Дуэн, кинорежиссёр, продюсер и сценарист (р.1885)

## События с датами

### Январь
1 января — Бензин и дизельное топливо начали продавать литрами, а не галлонами.

### Февраль
5 февраля — Более 300 мужчин арестовано торонтской полицией в четырёх банях для геев. Аресты вызвали массовые протесты канадских геев. Эта дата является поворотной точкой в истории канадских ЛГБТ.

### Март
19 марта — Билл Дэвис из Прогрессивно-консервативной партии Онтарио набирает большинство в ходе выборов в Онтарио.

### Июнь
4 июня — работники Canadian Broadcasting Corporation начали длительную забастовку.

### Июль
- 17 июля — правительство Британской Колумбии назвало 2639-метровый пик в Скалистых Горах в честь Терри Фокса.
- 30 июля — 83-километровый участок Трансканадского шоссе в Онтарио, на котором Терри Фокс был вынужден закончить свой пробег, был также назван в его честь.

### Сентябрь
- 1 сентября — Закон о французском языке в Квебеке вступил в силу.
- 1 сентября — правительство Альберты и федеральные правительства подписывают соглашение по энергетике.

### Октябрь
16 октября — Canada Post Corporation становится государственной корпорацией

### Ноябрь
- 5 ноября — Канадское правительство и все провинции, кроме Квебека, приходят к соглашению о новой Конституции Канады.
- 13 ноября — Канадский 15-метровый манипулятор Canadarm впервые развертывается на борту космического корабля Спейс шаттл.
- 17 ноября — Джеймс Ли становится премьер-министром провинции Остров Принца Эдуарда, заменив Ангуса Мак-Лина.
- 30 ноября — Ховард Паули становится премьер-министром Манитобы, заменив Лайона Стерлинга.

## Экономика
В 1981 году ВНП составил 328,5 миллиардов канадских долларов (то есть в реальном исчислении увеличился на 2,4 %). Высокие учётные ставки (в августе до 21 %) сдерживали развитие экономики, способствовали увеличению армии безработных (до 1 миллиона человек в конце года).
Валовые капиталовложения увеличились в неизменных ценах примерно на 3 % (в 1980 году — на 4 %). Удорожание кредита затормозило рост инвестиций в ряде секторов хозяйства страны и в первую очередь в энергетике. В то же время наблюдалось повышение капиталовложений: в жилищное строительство (рост на 20 %), сооружение химических предприятий, расширение и модернизацию автомобильных, металлургических и целлюлозно-бумажных заводов. Важную роль в поддержании общехозяйственной конъюнктуры сыграло личное потребление, возросшее в неизменных ценах на 2 %. На 4 % увеличился объём розничного товарооборота. Сохранялся высокий уровень инфляции, которая в среднем составляла 12,5 %.
B результате проведения новой энергетической политики, принятой правительством в октябре 1980 году, собственность Канады в энергетике возросла с 28 % до 35 %. Было выкуплено 11 крупных нефтегазовых фирм стоимостью около 6,5 миллиардов долларов, принадлежащих иностранному капиталу.
Объём промышленного производства увеличился на 2 %, против сокращения на 1 % в 1980 году. Общий индекс сельскохозяйственного производства вырос на 5 %. За год общие доходы фермеров увеличились на 15 %, хотя из-за роста стоимости кредита в ряде регионов страны (особенно в провинции Онтарио) резко возросли темпы разорения фермерских хозяйств (число банкротств фермеров в 1981 году было на 28 % выше, чем в 1980).

### Транспорт
Протяжённость железных дорог — 59 тысяч км; автодорог — 887 тысяч км, в том числе 720 тысяч км с твердым покрытием. На 1 января 1981 года в Канаде насчитывалось 12,9 миллиона автомобилей, в том числе 11,2 миллиона легковых. Тоннаж морского флота — 4,2 миллиона тонн дедвейт.

### Внешняя торговля
Итоги внешней торговли в 1981 году были для Канады менее благоприятны, чем в 1980 году. Экспорт увеличился на 10 % (против 15 % в 1980 году), то есть до 84,1 миллиарда долларов, в то время как импорт вырос на 13 % (против 10 %), то есть до 77,5 миллиардп долларов. В истёкшем году экспортные цены возросли на 10 %, а цены на импорт на 16 %. В результате актив торгового баланса уменьшился (до 6,6 миллиарда долларов.), что в свою очередь повлияло на увеличение дефицита платёжного баланса но текущим операциям до 6 миллиардов долларов (против 4 миллиардов долларов в 1980 году).

## Внешняя политика
Правительство Канады пыталось повысить роль Канады в международных делах и диверсифицировать её внешнеполитические и экономические связи. Была продолжена линия на развитие отношении со странами Западной Европы в качестве «важного элемента политики диверсификации». Наиболее тесные связи по-прежнему поддерживались с ФРГ. Большую активность Канада проявляла в отношениях со странами Латинской Америки (и в первую очередь с Мексикой) и Карибского бассейна, Африки и Юго-Восточной Азии.
Пьер Трюдо выезжал в Бразилию, Мексику, Нигерию, Марокко, ОАР, Грецию, Индию (январь), Алжир (май), Францию, Великобританию, ФРГ (нюнь), Кению, Танзанию (июль — август), Южную Корею (сентябрь); М. Макгиган — в США (январь — февраль), Японию (ноябрь); ВНР (март), КНР (август). Канаду посетили президент США Рональд Рейган (март): премьер-министр Японии Дзенко Судзуки (май); канцлер ФРГ Гельмут Шмидт (июль); король Иордании Хуссейн (ноябрь); министры иностранных дел Таиланда (май), Филиппин и Индонезии (октябрь) и другие. В марте продлено на очередные 5 лет канадо-американское соглашение НОРАД, переименованное в «Соглашение об азрокосмической обороне Северной Америки». В сентябре заключено соглашение между Канадой и странами АСЕАН о сотрудничестве в промышленной и торговой областях.

## Культура

### Театр
Примечательным событием года стал театральный фестиваль в Торонто (май), программа которого включала различные семинары, конференции, а также десятки театр, спектаклей, представленных многочисленными труппами. В главной программе фестиваля — «Сцена-81» — приняли участие театральные коллективы из ряда зарубежных стран, а также канадские театральные труппы. Из новых канадских пьес, показанных на фестивале, были представлены работы Дж. Рини, Т. Хендри, Л. Файнберг; особым успехом у публики пользовался «Бумажный змей» У. О. Митчелла в постановке театра города Калгари.
К числу успешных постановок на сцене канадских театров можно отнести возобновлённые спектакли: «Балконвиль» Д. Феннарио, «Мэгги и Пьер» в постановке театра «Пас мюрай», «Десять потерянных лет» в постановке Театральной студии Торонто, «Тамара» Дж. Кризанца (постановщик Р. Роу; пьеса об итальянском писателе Габриеле Д’Аннунцио).
В том же месяце состоялся театральный фестиваль в городе Тандер-Бей, в котором приняли участие десять небольших независимых театральных трупп, многие из которых организованы на общественных началах.
Театральная жизнь Канады вне фестивалей была отмечена рядом постановок, несмотря на резкое сокращение числа действующих трупп вследствие экономического спада в стране. Были поставлены: фарс «Сестра Джейн отправляется на Гавайи» А. Стрэттона — в театрах нескольких городов, пьеса «Хэппи энд» Бертольта Брехта в новой интерпретации, в которой наряду с актёрами участвуют куклы, драматическая трилогия Дж. Гаррарда — в Саскатуне и Торонто, новая пьеса «Старинные запахи» М. Трамбле, «Сольный танец» Т. Гэлланта, поставленный в Галифаксе, музыкальная комедия «Любимая» — в постановке театра города Шарлоттаун и пьеса «Театр чёрного фильма» Джорджа Ф. Уокера.

### Кино
1981 г характеризовался значительным сокращением производства в канадской кинопромышленности. Если в 1980 году канадские продюсеры израсходовали свыше 160 миллионов канадских долларов на выпуск 74 полнометражных художественных фильмов, то в 1981 году общие расходы на производство фильмов составили 95 миллионов, а количество фильмов сократилось до 43.
В 1981 году вышел на экраны один из первых фильмов Джеймса Камерона «Пиранья 2». Среди фильмов года — романтическая комедия «Сердечные боли» Д. Шебиба (в главных ролях снялись актрисы М. Киддер и А. Поте), «Семейство Плюффе»(режиссёр Ж.Карлс, фильм отобран для показа на Каннском кинофестивале 1981 года), «Туфли из крокодиловой кожи» К.Борриса, «Сканнеры» Дэвида Кроненберга, экранизация романа Маргарет Этвуд «Всплытие» К. Жютры, «Молчание севера» А. Кинга, «Прекрасные воспоминания» Ф. Манкевича, «Мелани» Р. Бромфилда, «Билет в царство небесное» (режиссёр Ралф Л. Томас) и другие.
В области документального кинематографа состоялась премьера фильма «Тюрьма для женщин» (режиссёры Я. Коул и Холли Дейл), "Отличные от других " X. Раски, «Посвящённые» Ж. Бле.
Состоялись кинофестивали — Фестиваль фестивалей в Торонто (август) и Монреальский международный кинофестиваль (сентябрь). Приз за лучший фильм Монреальского фестиваля получил фильм «Избранные» (в главной роли Род Стайгер). Приз за наиболее популярную кинокартину на Торонтском фестивале, присуждаемый зрителями, был вручён создателям английского кинофильма «Огненные колесницы».

### Изобразительное искусство
Состоялись 2 выставки канадского искусства, подготовленные Национальной галереей Канады в Оттаве: в январе — апреле была развернута выставка канадского серебра из коллекции компании «Биркс» (было представлено свыше 6 тысяч изделий XVIII—XX веков); с ноября 1980 года по январь 1981 года — выставка рисунков А. Пеллана (монреальский художник, живший с 1926 по 1940 год в Париже). В Художественной галерее Онтарио с апреля по май была организована ретроспективная выставка канадского художника-пейзажиста Джорджа Макдональда. В Национальной галерее Канады с июня по сентябрь были выставлены работы Г. Карно (работает в стиле «поп-арт»). Художественная галерея в городе Эдмонтон в сентябре — октябре устроила выставку акварелей художника-новатора Джорджа Милна. Следует также упомянуть о выставке работ художника-«автоматиста» Жан-Поля Риопеля.
Канадскими музеями было организовано несколько выставок мирового искусства. Одной из наиболее значительных была экспозиция «Винсент Ван Гог и зарождение клуазонизма», организованная в художественной галерее Онтарио (работы, присланные из Европы, Канады и США, прослеживали связи между Ван Гогом и его современниками — Эмилем Бернаром, Полем Серюзье, Луи Анкетеном и Полем Гогеном в период с 1886 по 1891 год).
Музей столетия Ванкувера с ноября 1980 года по апрель 1981 года организовал большую выставку музыкальных инструментов, полученных из стран Европы, Советского Союза и США. Оригинальная и интересная выставка, посвящённая истории литографии во Франции с 1848 по 1900 год, проходила с мая по июнь (в экспозиции было представлено свыше 400 литографий из музеев и библиотек всего мира). В сентябре были открыты ещё 2 выставки: экспозиция «Болонские рисунки XVII столетия из северо-американских коллекций» — в Национальной гелерее Канады в Оттаве и выставка работ французского портретиста XVIII века Никола де Ларжильера — в Монреальском музее изящных искусств (экспозиция включала 92 экспоната из европейских стран, США и СССР; экспозиция была подготовлена Мирой Нан Розенфелд при содействии П. Розенберга из парижского Лувра и Инны Немиловой, куратора французской живописи в Эрмитаже, который прислал на выставку 6 полотен из своих коллекций).

## Спорт
- 7-8 февраля — В Квебеке состоялся Чемпионат мира по скоростному бегу на коньках, победительницей стала Наталья Петрусёва (СССР), призёрами — Карин Энке (ГДР), С.Доктер (США).
- 7-8 февраля — В Гамильтоне состоялся Чемпионат мира по буерному спорту, победителем стал Х.Боссет (США), призёрами — Я.Гужон (США), П.Бурчиньский (ПНР).
- 27 сентября — Гран-При Канады в Монреале закончилось победой Жака Лаффита, второе место занял Джон Уотсон, третье — канадский гонщик Жиль Вильнёв.
- 28 сентября — Калгари избран в качестве столицы XV зимних Олимпийских игр 1988 года на 84-й сессии МОК в Баден-Бадене, опередив по результатам голосования города Фалун (Швеция) и Кортина-д’Ампеццо (Италия).

### Спортивные достижения Канады в 1981 году
Чемпионат мира по академической гребле среди женщин (26 — 30 августа), Мюнхен (ФРГ).
Двойка распашная — серебряная медаль.
Чемпионат мира по дзюдо (3—6 сентября), Маастрихт, (Нидерланды).
Легчайший вес:
П. Такахаси — бронзовая медаль.
Полусредний вес:
К. Дохерти — бронзовая медаль.
Чемпионат мира по стендовой стрельбе (22 октября — 1 ноября), Тукумак (Аргентина).
Траншейный стенд, женщины.
Личное первенство:
С. Нэтресс — золотая медаль.
Командное первенство:
Сборная Канады — бронзовая медаль.